# لیدیا (کارولینای جنوبی)
لیدیا (به انگلیسی: Lydia) یک منطقهٔ مسکونی در ایالات متحده آمریکا است که در شهرستان دارلینگتون، کارولینای جنوبی واقع شده‌است. لیدیا ۶۴۲ نفر جمعیت دارد و ۶۴٫۹۲ متر بالاتر از سطح دریا واقع شده‌است.